# Lexovier

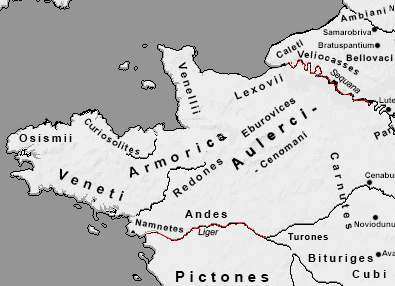
Karte mit Angabe des Stammesgebietes der Lexovier

Die Lexovier (lateinisch Lexovii) waren ein keltischer Volksstamm.

## Siedlungsgebiet
Die Lexovier waren am Westufer der Seine in ihrem Mündungsgebiet im heutigen Nord-Frankreich ansässig. Nach der Eroberung ihres Stammesgebietes durch das Römische Reich war dieses Gebiet Teil der Provinz Gallien. Die Hauptstadt der Lexovier wurde nach der römischen Eroberung Noviomagus Lexoviorum, das heutige Lisieux.

## Erste Nennung bei Caesar
Die Lexovier werden erstmals von dem römischen Feldherrn und Autoren Gaius Iulius Caesar in De bello Gallico genannt, in seinem Bericht über seine Kriege in Gallien. Sie unterlagen zusammen mit den Venellern, Osismiern und Curiosoliten im Jahr 56 v. Chr. den drei von dem Legaten im Heer Caesars Quintus Titurius Sabinus angeführten Legionen. Caesar hatte seine Truppen ausgeschickt, um ein Bündnis dieser gallischen Stämme mit den Venetern zu verhindern. Nochmals kämpfte ein relativ bescheidenes Kontingent von 3.000 Lexoviern im Jahr 52 v. Chr. bei einem weitreichenden, von Vercingetorix angeführten Aufstand der gallischen Stämme gegen die römische Vorherrschaft mit, doch wurde auch diese Revolte von Caesar unterdrückt.

## Lexoviens
Noch heute nennen sich die Bewohner Lisieux Lexoviens bzw. Lexoviennes.

### Primärliteratur
- Gaius Iulius Caesar: De bello Gallico. Der Gallische Krieg. Übersetzt und herausgegeben von Marieluise Deißmann. Stuttgart 1980.

### Sekundärliteratur
- Franz Cramer: Lexovii. In: Paulys Realencyclopädie der classischen Altertumswissenschaft (RE). Band XII,2, Stuttgart 1925, Sp. 2482 f.
- Raoul E. Doranlo: La Civitas des Lexovii et ses abornements. In: Revue des études anciennes, 1932, S. 159–181.
- Claude Lemaitre: Oppidum gaulois et castrum du Bas-Empire à Lisieux (Calvados). In: Claude Lemaitre (Hrsg.): Travaux militaires en Gaule romaine et dans les provinces du Nord-Ouest. Band 1, Tours 1978, S. 188–213.
- Claude Lemaitre: Noviomagus Lexoviorum, Reflection sur les origines de Lisieux. In: Robert Bedon (Hrsg.): Les villes de la Gaule lyonnaise (Caesarodunum 30). Limoges 1996, S. 133–165.
- Claude Lemaitre: Le Vieux-Lisieux, ville ou sanctuaire suburbain?. In: Les villes et leurs faubourgs en Gaule romaine. Dossiers d’Archéologie 237 (1998), S. 58–63.